# Condado de Harris (Geórgia)
O Condado de Harris é um dos 159 condados do Estado americano de Geórgia. A sede do condado é Hamilton, e sua maior cidade é Hamilton. O condado possui uma área de 1 225 km², uma população de 23 695 habitantes, e uma densidade populacional de 20 hab/km² (segundo o censo nacional de 2000). O condado foi fundado em 14 de dezembro de 1827.